# オキモト・シュウ
オキモト・シュウ（1965年 - ）は、日本の漫画家。山口県出身。旧ペンネームは沖本 秀子（おきもと ひでこ）。
原作つきの漫画作品の作画（『モーニング』など）や、小説の挿絵などを主とする。メガネを常用し、好物はワインなど。2010年、亜樹直とともにフランスのワイン誌『La Revue du vin de France』にて、「ワイン今年の人特別賞」を受賞。

## 作品リスト

### オキモト・シュウ名義
- サイコドクター 楷恭介（原作：亜樹直、『モーニング』2003年42号[3] - 2004年39号[4]、全4巻、文庫版全3巻）
- 神の雫（原作：亜樹直、『モーニング』2004年51号[5] - 2014年28号[6]、全44巻）
- 怪盗ルヴァン（原作：亜樹直、『モーニング』2014年47号[7] - 2015年13号[8]、全2巻）
- マリアージュ 〜神の雫 最終章〜（原作：亜樹直、『モーニング』2015年26号[9] - 2020年46号[10]、全26巻）
- 吉原プラトニック（企画・原案：藤川よつ葉、『モーニング』2021年51号[11][12] - 2023年7号[13]、全4巻）
- 神の雫 deuxième（原作：亜樹直、『モーニング』2023年43号[14] - 2024年20号[15]、全2巻）
- 票読みのヴィクトリア（原作：鈴木コイチ、原案・監修：鈴鹿久美子、『モーニング』2024年29号[16] - 、既刊3巻）

### 沖本秀子名義
- EDGE（とみなが貴和著、講談社X文庫ホワイトハート）
- EDGE2〜三月の誘拐者〜（同上）
- EDGE3〜毒の夏〜（同上）
- コギャルバスターズ
- 浪花少年探偵団（東野圭吾著、秋田書店）
- 東野圭吾ミステリー（同上）
- フィードバック（菅生誠司原作、秋田書店『サスペリア』掲載）